# Smith-Halbinsel
Die Smith-Halbinsel ist eine vereiste, rund 40 km lange und etwa 16 km breite Halbinsel an der Lassiter-Küste des Palmerlands auf der Antarktischen Halbinsel. Sie trennt das Keller Inlet im Norden vom Nantucket Inlet im Süden. An ihrem östlichen Ende liegt die Clarke Bay.
Erstmals fotografiert wurde sie im Dezember 1940 bei einem Flug während der United States Antarctic Service Expedition (1939–1941). Die kartografische Erfassung erfolgte durch die Ronne Antarctic Research Expedition (1947–1948) unter der Leitung des US-amerikanischen Polarforschers Finn Ronne in Verbindung mit dem Falkland Islands Dependencies Survey. Ronne benannte die Halbinsel nach Walter Henry Smith (1923–2007), einem Expeditionsteilnehmer.